# استان توکوشیما

جایگاه استان توکوشیما در ژاپن.

استان توکوشیما یکی از استانهای کشور ژاپن است که در جزیره شیکوکو قرار گرفته‌است. مساحت آن ۴۱۴۴ کیلومتر مربع می‌باشد. جمعیت این استان در سال ۲۰۰۱ بیش از ۸۲۴۰۰۰ نفر برآورد شده‌است.
استان توکوشیما از نظر تقسیمات کشوری بخشی از ناحیه شیکوکو به حساب می‌آید. مرکز این استان شهر توکوشیما است.